# Ocean Beach (album)
Ocean Beach è il quarto album in studio del gruppo musicale statunitense Red House Painters, pubblicato nel 1995.

## Tracce
Testi e musiche di Mark Kozelek, eccetto dove indicato.
1. Cabezon – 3:09
2. Summer Dress – 2:52
3. San Geronimo – 7:37
4. Shadows – 6:02
5. Over My Head – 7:01
6. Red Carpet – 2:34
7. Brockwell Park – 3:51
8. Moments – 7:52
9. Drop / Brockwell Park (Part 2) (Hidden Track) – 13:26